# Aesiocopa necrofolia
Aesiocopa grandis is een vlinder uit de familie van de bladrollers (Tortricidae). De wetenschappelijke naam van de soort is voor het eerst geldig gepubliceerd in 2014 door John W. Brown.

## Type
- holotype: "male. 26.XI.2009"
- instituut: USNM, Smithsonian Institution, Washington, U.S.A.
- typelocatie: "Costa Rica, Guanacaste, Area de Conservación Guanacaste, Sector San Cristobal, Finca San Gabriel, 645 m, 10.87766N, 85.39343W"